# Grigore Alexandrescu

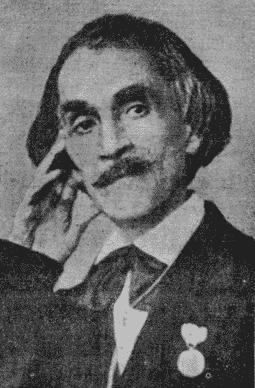
Grigore Alexandrescu.

Grigore Alexandrescu, född 22 februari 1810 i Târgoviște, Dâmbovița i Valakiet, död 25 november 1885 i Bukarest i Rumänien, var en rumänsk poet och översättare.

## Verk (urval)
- Poezii (1832)
- Fabule (1832)
- Meditații (1835)
- Poezii (1838)
- Fabule (1838)
- Poezii (1839)
- Memorial (1842)
- Poezii (1842)
- Suvenire și impresii, epistole și fabule (1847)
- Meditații, elegii, epistole, satire și fabule (1863)